# Clais
Clais és un municipi francès situat al departament del Sena Marítim i a la regió de Normandia. L'any 2007 tenia 207 habitants.

## Demografia

### Població
El 2007 la població de fet de Clais era de 207 persones. Hi havia 75 famílies de les quals 15 eren unipersonals (11 homes vivint sols i 4 dones vivint soles), 30 parelles sense fills i 30 parelles amb fills.
La població ha evolucionat segons el següent gràfic:
Habitants censats

### Habitatges
El 2007 hi havia 97 habitatges, 80 eren l'habitatge principal de la família, 13 eren segones residències i 3 estaven desocupats. 92 eren cases i 3 eren apartaments. Dels 80 habitatges principals, 66 estaven ocupats pels seus propietaris, 12 estaven llogats i ocupats pels llogaters i 2 estaven cedits a títol gratuït; 2 tenien dues cambres, 16 en tenien tres, 20 en tenien quatre i 42 en tenien cinc o més. 75 habitatges disposaven pel capbaix d'una plaça de pàrquing. A 36 habitatges hi havia un automòbil i a 35 n'hi havia dos o més.

### Piràmide de població
La piràmide de població per edats i sexe el 2009 era:
| Homes | Edats   | Dones |
| ----- | ------- | ----- |
| 0     | 95 o +  | 0     |
| 0     | 90 a 94 | 0     |
| 0     | 85 a 89 | 4     |
| 4     | 80 a 84 | 0     |
| 0     | 75 a 79 | 4     |
| 0     | 70 a 74 | 0     |
| 12    | 65 a 69 | 4     |
| 12    | 60 a 64 | 8     |
| 4     | 55 a 59 | 4     |
| 8     | 50 a 54 | 0     |
| 8     | 45 a 49 | 8     |
| 8     | 40 a 44 | 4     |
| 8     | 35 a 39 | 4     |
| 4     | 30 a 34 | 12    |
| 8     | 25 a 29 | 12    |
| 16    | 20 a 24 | 0     |
| 4     | 15 a 19 | 4     |
| 8     | 10 a 14 | 16    |
| 8     | 5 a 9   | 4     |
| 20    | 0 a 4   | 0     |

## Economia
El 2007 la població en edat de treballar era de 124 persones, 95 eren actives i 29 eren inactives. De les 95 persones actives 86 estaven ocupades (49 homes i 37 dones) i 10 estaven aturades (4 homes i 6 dones). De les 29 persones inactives 10 estaven jubilades, 11 estaven estudiant i 8 estaven classificades com a «altres inactius».

### Ingressos
El 2009 a Clais hi havia 81 unitats fiscals que integraven 217 persones, la mediana anual d'ingressos fiscals per persona era de 15.363 €.

### Activitats econòmiques
Dels 6 establiments que hi havia el 2007, 1 era d'una empresa alimentària, 1 d'una empresa de fabricació d'altres productes industrials, 1 d'una empresa de construcció, 1 d'una empresa de comerç i reparació d'automòbils, 1 d'una empresa immobiliària i 1 d'una empresa de serveis.
Dels 3 establiments de servei als particulars que hi havia el 2009, 2 eren tallers de reparació d'automòbils i de material agrícola i 1 empresa de construcció.
L'únic establiment comercial que hi havia el 2009 era una carnisseria.
L'any 2000 a Clais hi havia 17 explotacions agrícoles que ocupaven un total de 1.027 hectàrees.

## Equipaments sanitaris i escolars
El 2009 hi havia una escola elemental integrada dins d'un grup escolar amb les comunes properes formant una escola dispersa.

## Poblacions més properes
El següent diagrama mostra les poblacions més properes.